# 2008-as Eurovíziós Dalfesztivál
A 2008-as Eurovíziós Dalfesztivál volt az ötvenharmadik Eurovíziós Dalfesztivál, melynek Szerbia adott otthont, mivel a 2007-es Eurovíziós Dalfesztivál a szerb Marija Šerifović Molitva című számának győzelmével zárult. A helyszín a fővárosi Belgrád Aréna volt.

## A résztvevők
Először vett részt a versenyen Azerbajdzsán és San Marino, Ausztria pedig visszalépett. Összesen negyvenhárom ország vett részt, amely a dalfesztivál történetének eddigi legnagyobb számú mezőnye. Legközelebb 2011-ben volt erre példa.
Először fordult elő, hogy az est házigazdája, műsorvezetője versenyzőként is részt vett, ugyanis Željko Joksimović (aki a 2004-es Eurovíziós Dalfesztiválon maga is képviselte hazáját, és a második helyen zárt) volt a dalszerzője a házigazda Szerbiát képviselő dalnak.
| Ország              | Műsorsugárzó       | Előadó                         | Dal                           | Nyelv              | Dalszerző(k)                                                       |
| ------------------- | ------------------ | ------------------------------ | ----------------------------- | ------------------ | ------------------------------------------------------------------ |
| Albánia             | RTSH               | Olta Boka                      | Zemrën e lamë peng            | albán              | Adrian Hila Pandi Laço                                             |
| Andorra             | RTVA               | Gisela                         | Casanova                      | angol              | Jordi Cubino                                                       |
| Azerbajdzsán        | İTV                | Elnur és Samir                 | Day After Day                 | angol              | Zahra Badalbeyli Govhar Hasanzadeh                                 |
| Belgium             | VRT                | Ishtar                         | O Julissi                     | kitalált           | Michel Vangheluwe                                                  |
| Bosznia-Hercegovina | BHRT               | Laka                           | Pokušaj                       | bosnyák            | Elvir Laković "Laka"                                               |
| Bulgária            | BNT                | Deep Zone és Balthazar         | DJ, Take Me Away              | angol              | Dian Savov                                                         |
| Ciprus              | CyBC               | Evdokia Kadi                   | Femme Fatale                  | görög              | Nikósz Évangelú Vángelisz Évangelú                                 |
| Csehország          | ČT                 | Tereza Kerndlová               | Have Some Fun                 | angol              | Gordon Pogoda Stano Šimor                                          |
| Dánia               | DR                 | Simon Mathew                   | All Night Long                | angol              | Nis Bøgvad Svend Gudiksen Jacob Launbjerg                          |
| Egyesült Királyság  | BBC                | Andy Abraham                   | Even If                       | angol              | Andy Abraham Andy Watkins Paul Wilson                              |
| Észtország          | ERR                | Kreisiraadio                   | Leto svet                     | szerb, német, finn | Tarmo Leinatamm Peeter Oja Priit Pajusaar Glen Pilvre Hannes Võrno |
| Fehéroroszország    | BTRC               | Ruslan Alekhno                 | Hasta la Vista                | angol              | Tarasz Demcsuk Jeleonora Melnyik                                   |
| Finnország          | Yle                | Teräsbetoni                    | Missä miehet ratsastaa        | finn               | Jarkko Ahola                                                       |
| Franciaország       | France Télévisions | Sébastien Tellier              | Divine                        | angol              | Amandine de la Richardière Sébastien Tellier                       |
| Grúzia              | GPB                | Diana Gurtskaya                | Peace Will Come               | angol              | Kim Breitburg Karen Kavalerján                                     |
| Görögország         | ERT                | Kalomira                       | Secret Combination            | angol              | Konsztandínosz Pandzísz Poszidónasz Janópulosz                     |
| Hollandia           | NOS                | Hind                           | Your Heart Belongs to Me      | angol              | Bas van den Heuvel Hind Laroussi Tahiri Tjeerd van Zanen           |
| Horvátország        | HRT                | Kraljevi Ulice és 75 cents     | Romanca                       | horvát             | Miran Veljković "Hadži"                                            |
| Írország            | RTÉ                | Dustin the Turkey              | Irelande douze pointe         | angol              | Dustin the Turkey Simon Fine Darren Smith                          |
| Izland              | RÚV                | Euroband                       | This Is My Life               | angol              | Örlygur Smári Paul Oscar Peter Fenner                              |
| Izrael              | IBA                | Boaz                           | The Fire in Your Eyes         | héber              | Dana International Shai Kerem                                      |
| Lengyelország       | TVP                | Isis Gee                       | For Life                      | angol              | Isis Gee                                                           |
| Lettország          | LTV                | Pirates of the Sea             | Wolves of the Sea             | angol              | Claes Andreasson Jonas Liberg Johan Sahlén Torbjörn Wassenius      |
| Litvánia            | LRT                | Jeronimas Milius               | Nomads in the Night           | angol              | Vytautas Diškevičius Jeronimas Milius                              |
| Macedónia           | MRT                | Tamara, Vrčak és Adrijan       | Let Me Love You               | angol              | Rade Vrčakovski "Vrčak"                                            |
| Magyarország        | MTV                | Csézy                          | Candlelight                   | angol, magyar      | Jánosi Mózsik Imre Rakonczai Viktor                                |
| Málta               | PBS                | Morena                         | Vodka                         | angol              | Gerard James Borg Philip Vella                                     |
| Moldova             | TRM                | Geta Burlacu                   | A Century of Love             | angol              | Oleg Baraliuc Viorica Demici                                       |
| Montenegró          | RTCG               | Stefan Filipović               | Zauvijek volim te             | montenegrói        | Grigor Koprov Ognen Nedelkovski                                    |
| Németország         | NDR                | No Angels                      | Disappear                     | angol              | Remee Hanne Sørvaag Thomas Troelsen                                |
| Norvégia            | NRK                | Maria                          | Hold On Be Strong             | angol              | Mira Craig                                                         |
| Oroszország         | Rosszija 1         | Dima Bilan                     | Believe                       | angol              | Jim Beanz Dima Bilan                                               |
| Örményország        | AMPTV              | Sirusho                        | Qele qele                     | angol, örmény      | H.A. Der-Hova Sirusho                                              |
| Portugália          | RTP                | Vânia Fernandes                | Senhora do mar (Negras águas) | portugál           | Andrej Babić Carlos Coelho                                         |
| Románia             | TVR                | Nico és Vlad                   | Pe-o margine de lume          | román, olasz       | Andreea Andrei Adina Șuteu Andrei Tudor                            |
| San Marino          | SMRTV              | Miodio                         | Complice                      | olasz              | Nicola Della Valle Francesco Sancisi                               |
| Spanyolország       | RTVE               | Rodolfo Chikilicuatre          | Baila el chiki chiki          | spanyol            | Rodolfo Chikilicuatre és barátai                                   |
| Svájc               | SRG SSR            | Paolo Meneguzzi                | Era stupendo                  | olasz              | Vincenzo Incenzo Pablo Meneguzzo                                   |
| Svédország          | SVT                | Charlotte Perrelli             | Hero                          | angol              | Fredrik Kempe Bobby Ljunggren                                      |
| Szerbia             | RTS                | Jelena Tomašević és Bora Dugić | Oro                           | szerb              | Dejan Ivanović Željko Joksimović                                   |
| Szlovénia           | RTVSLO             | Rebeka Dremelj                 | Vrag naj vzame                | szlovén            | Josip Miani-Pipi Igor "Amon" Mazul                                 |
| Törökország         | TRT                | Mor ve Ötesi                   | Deli                          | török              | Mor ve Ötesi                                                       |
| Ukrajna             | NTU                | Ani Lorak                      | Shady Lady                    | angol              | Karen Kavalerján Philipp Kirkorov                                  |

### Visszatérő előadók
Másodszor vett részt a versenyen a svéd Charlotte Perrelli, aki 1999-ben megnyerte a jeruzsálemi versenyt, és az orosz Dima Bilan, aki a 2006-os athéni versenyen második lett. Gyima Bilannak ezúttal sikerült győzni, míg Charlotte Perrelli a csalódást keltő tizennyolcadik helyen zárt. Az 1998-as Eurovíziós Dalfesztivál győztese, Dana International pedig az izraeli dal szerzőjeként tért vissza.
| Előadó                                        | Ország      | Előző év(ek)                  |
| --------------------------------------------- | ----------- | ----------------------------- |
| Roberto Meloni (Pirates of the Sea tagjaként) | Lettország  | 2007 (Bonaparti.lv tagjaként) |
| Charlotte Perrelli                            | Svédország  | 1999 (győztes)                |
| Dima Bilan                                    | Oroszország | 2006                          |

### A magyar résztvevő
A magyar nemzeti döntőt a Magyar Televízió Budapesten rendezte 2008. február 8-án 20:10 és 21:55 között. A műsorvezetők Novodomszky Éva és Harsányi Levente voltak. Az egyes produkciók után a négytagú zsűri 1 és 10 között értékelte a dalokat. A zsűri szavazatai alapján első helyezett versenyző 15, az utolsó 1 pontot kapott. A telefonos szavazás által felállított lista első helyezettje szintén 15, és az utolsó 1 pontot kapott. A győztest a két pontszám összeadásával döntötték el. Döntetlen esetén az döntött, hogy a nézők listáján ki végzett előbbre.
A magyar résztvevő Csézy volt, aki az eurovíziós elődöntőben hat ponttal a tizenkilencedik helyen végzett, így nem sikerült továbbjutnia a döntőbe.
| Eurovíziós Dalverseny 2008 – Magyarországi döntő | Eurovíziós Dalverseny 2008 – Magyarországi döntő | Eurovíziós Dalverseny 2008 – Magyarországi döntő           | Eurovíziós Dalverseny 2008 – Magyarországi döntő | Eurovíziós Dalverseny 2008 – Magyarországi döntő | Eurovíziós Dalverseny 2008 – Magyarországi döntő | Eurovíziós Dalverseny 2008 – Magyarországi döntő | Eurovíziós Dalverseny 2008 – Magyarországi döntő | Eurovíziós Dalverseny 2008 – Magyarországi döntő | Eurovíziós Dalverseny 2008 – Magyarországi döntő | Eurovíziós Dalverseny 2008 – Magyarországi döntő | Eurovíziós Dalverseny 2008 – Magyarországi döntő |
| #                                                | Előadó                                           | Dal (zene / szöveg)                                        | Pontozás                                         | Pontozás                                         | Pontozás                                         | Pontozás                                         | Pontozás                                         | Pontozás                                         | Pontozás                                         | Pontozás                                         | Eredmény                                         |
| #                                                | Előadó                                           | Dal (zene / szöveg)                                        | Malek Miklós                                     | Horgas Eszter                                    | Benkő László                                     | Lévai Balázs                                     | Σ                                                | Átváltva                                         | Nézői pontszám                                   | Összesen                                         | Eredmény                                         |
| ------------------------------------------------ | ------------------------------------------------ | ---------------------------------------------------------- | ------------------------------------------------ | ------------------------------------------------ | ------------------------------------------------ | ------------------------------------------------ | ------------------------------------------------ | ------------------------------------------------ | ------------------------------------------------ | ------------------------------------------------ | ------------------------------------------------ |
| 01                                               | Candies                                          | Van, aki nyer (Szabó Zé, Várszegi Ákos)                    | 7                                                | 6                                                | 6                                                | 7                                                | 26                                               | 3                                                | 5                                                | 8                                                | 12.                                              |
| 02                                               | Ez ONE                                           | Lesz, ki téged hazavár (Papp Roland)                       | 6                                                | 5                                                | 6                                                | 5                                                | 22                                               | 1                                                | 4                                                | 5                                                | 15.                                              |
| 03                                               | Vágó Zsuzsi és Mészáros Árpád Zsolt              | Két szív (Kocsák Tibor, Somogyi Szilárd, Miklós Tibor)     | 9                                                | 8                                                | 9                                                | 8                                                | 34                                               | 12                                               | 13                                               | 25                                               | 3.                                               |
| 04                                               | Hoffmann Mónika                                  | Légy te az első (Dandó Zoltán, Szabó Ágnes)                | 7                                                | 8                                                | 9                                                | 7                                                | 31                                               | 9                                                | 1                                                | 10                                               | 11.                                              |
| 05                                               | Antal Zsuzsanna & Fisher's Company               | Falak között (Charles Fisher, Antal Zsuzsanna)             | 9                                                | 10                                               | 9                                                | 8                                                | 36                                               | 13                                               | 7                                                | 20                                               | 4.                                               |
| 06                                               | Fiesta[a]                                        | Gyűlölve szeretni (Knapik Tamás)                           | 7                                                | 8                                                | 8                                                | 7                                                | 30                                               | 8                                                | 12                                               | 20                                               | 5.                                               |
| 07                                               | Imre Zsuzsa                                      | Érintés (Mészáros Gábor, Varga Kis Sándor)                 | 7                                                | 6                                                | 7                                                | 7                                                | 27                                               | 5                                                | 10                                               | 15                                               | 10.                                              |
| 08                                               | Gál Csaba Boogie                                 | Úgy figyeltelek (Walkó Csaba, Gál Csaba, Balahoczky Csaba) | 8                                                | 8                                                | 8                                                | 9                                                | 33                                               | 10                                               | 8                                                | 18                                               | 7.                                               |
| 09                                               | Lola                                             | Legszebb nap (Rakonczai Viktor, Major Eszter)              | 8                                                | 7                                                | 8                                                | 7                                                | 30                                               | 8                                                | 11                                               | 19                                               | 6.                                               |
| 10                                               | Szekeres Adrien                                  | Piszkos tánc (Kiss Gábor, Szekeres Adrien, Szabó Leslie)   | 10                                               | 10                                               | 9                                                | 10                                               | 39                                               | 15                                               | 14                                               | 29                                               | 2.                                               |
| 11                                               | Dure                                             | Nem ismerlek már (Dure)                                    | 6                                                | 6                                                | 8                                                | 6                                                | 26                                               | 3                                                | 3                                                | 6                                                | 14.                                              |
| 12                                               | Pflum Orsolya                                    | Távol (Kelemen Tamás, Bende János, Duba Gábor)             | 9                                                | 9                                                | 8                                                | 8                                                | 34                                               | 12                                               | 6                                                | 18                                               | 8.                                               |
| 13                                               | Csézy                                            | Szívverés (Rakonczai Viktor, Jánosi)                       | 10                                               | 9                                                | 10                                               | 9                                                | 38                                               | 14                                               | 15                                               | 29                                               | 1.                                               |
| 14                                               | 21 gramm                                         | Még egy dal (21 gramm, Müller László)                      | 6                                                | 6                                                | 8                                                | 7                                                | 27                                               | 5                                                | 2                                                | 7                                                | 13.                                              |
| 15                                               | Szatmári Orsolya                                 | Véletlen (Révész Richárd, Sárkány László)                  | 8                                                | 8                                                | 7                                                | 7                                                | 30                                               | 8                                                | 9                                                | 17                                               | 9.                                               |

1.↑ a: Hanghibák miatt az összes versenyprodukció elhangzását követően a Fiesta újból előadhatta a Gyűlölve szeretni című dalt.

## A versenyszabályok változása

Az első elődöntő résztvevői
Az első elődöntőben szavazó döntősök
A második elődöntő résztvevői
A második elődöntőben szavazó döntősök

Az EBU Veronában tartott gyűlésén megváltoztatta a verseny formátumát. Ettől az évtől kezdődően két elődöntő és egy döntő került megrendezésre. Ez azt jelenti, hogy az előző évben az első tíz helyen végzett országok nem kerülnek be automatikusan a döntőbe. A döntőbe csak az előző évi első helyezett, és a Négy Nagy tagjai (Franciaország, Németország, Spanyolország és az Egyesült Királyság) kerülnek be automatikusan.

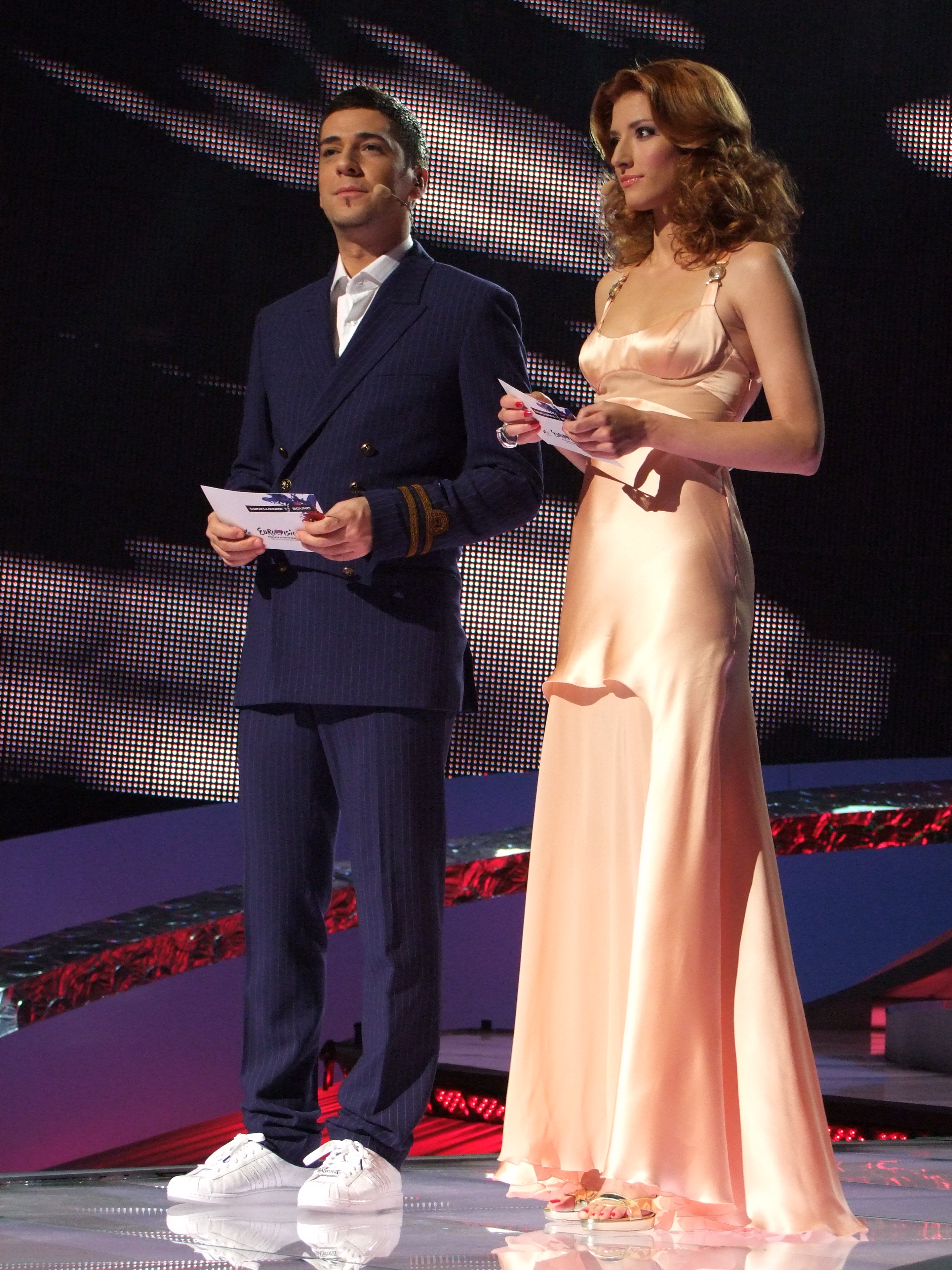
A verseny házigazdái, Jovana Janković és Željko Joksimović

2008. január 28-án sorsolták ki, hogy a harmincnyolc elődöntős ország közül melyek kerülnek az első, és melyek a második elődöntőbe.
2008. március 17-én Belgrádban sorsolták ki az elődöntők, illetve a döntő rajtsorrendjét. Most is érvényben volt az egy évvel korábban bevezetett újítás, vagyis hogy az elsőnek kihúzott országok saját maguk választhatták meg a rajtszámukat. Az első elődöntőben Azerbajdzsán, Görögország és Oroszország, a második elődöntőben Dánia, Macedónia és Portugália, a döntősök közül pedig a házigazda Szerbia élhetett ezzel a lehetőséggel.
Ezután kisorsolták, hogy az öt döntős országnak melyik elődöntőben kell szavaznia, illetve a szavazás sorrendjét a döntőben.
Fontos változtatás volt még az is, hogy a két elődöntőből a telefonos szavazás által felállított listának csak az első 9 helyezettje jutott tovább. A tizedik továbbjutó az országok zsűrijei által felállított listán legjobb, a telefonos listán nem továbbjutó helyen álló dal volt.

### Az elődöntők felosztása
A 38 elődöntős országot hat kalapba osztották földrajzi elhelyezkedésük, és szavazási szokásaik alapján. A január 28-án tartott sorsoláson a kalapok egyik fele az első elődöntőbe, a másik a második elődöntőbe került. Ennek célja a szavazás igazságosabb tétele volt.
| 1. kalap                                                                                  | 2. kalap                                                           | 3. kalap                                                              | 4. kalap                                                            | 5. kalap                                                                              | 6. kalap                                                                                |
| ----------------------------------------------------------------------------------------- | ------------------------------------------------------------------ | --------------------------------------------------------------------- | ------------------------------------------------------------------- | ------------------------------------------------------------------------------------- | --------------------------------------------------------------------------------------- |
| - Albánia - Bosznia-Hercegovina - Horvátország - Észak-Macedónia - Montenegró - Szlovénia | - Dánia - Észtország - Finnország - Izland - Norvégia - Svédország | - Belgium - Bulgária - Ciprus - Görögország - Hollandia - Törökország | - Andorra - Írország - Lettország - Litvánia - Portugália - Románia | - Fehéroroszország - Grúzia - Izrael - Moldova - Oroszország - Örményország - Ukrajna | - Azerbajdzsán - Csehország - Málta - Magyarország - Lengyelország - San Marino - Svájc |

## A verseny
A három adásból álló műsorfolyamból kettőt élőben – második elődöntő és döntő – Magyarországon az M1 közvetítette, Gundel Takács Gábor helyszíni kommentálásában. Az adásokat megelőzően Novodomszky Éva műsorvezetésével, egy felvezető műsorban tudhattunk meg kulisszatitkokat, érdekességeket a versenyről. Az első elődöntőt csak internetes közvetítésen lehetett figyelemmel kísérni. Ez volt az utolsó alkalom, hogy Magyarországon egyetlen adó sem közvetítette az Eurovíziós Dalfesztivál valamelyik elődöntőjét.
A szerb köztelevízió nyílt pályázatot hirdetett az Eurovíziós Dalfesztivál logó és színpadterv designjára. A versenykiírás szerint a logónak és a színpadtervnek meg kell jelenítenie valamilyen formában Szerbiát, emellett utalnia kellett a fiatalságra, Európára. (Lásd: További információk)
A verseny szlogenje, és ehhez kapcsolódóan a logó Confluence of Sounds („Hangok összemosódása”) volt. A színpad a Belgrádban egymásba torkolló Száva és Duna alakját szimbolizálta.
A döntőt 322 ezren követték figyelemmel az M1-en, annak ellenére, hogy nem jutott be a magyar versenyző a dalfesztivál fináléjába.

## A szavazás
A szavazás megegyezett az 1980-as versenyen bevezetett rendszerrel. Mindegyik ország a 10 kedvenc dalára szavaz, melyek 1-8, 10, és 12 pontot kapnak. A pontok egytől hétig automatikusan megjelentek a képernyőn, és a szóvivők csak a 8, 10 és 12 pontot mondták be külön.
Oroszország először tudta megnyerni a versenyt azután, hogy korábban már kétszer végeztek a második, és kétszer a harmadik helyen.
Érdekesség, hogy Örményország először adott pontot (kettőt az elődöntőben) az ellenségének számító Azerbajdzsánnak.
2004 után ez volt a második – egyben az eddigi utolsó – év, amikor Törökország pontot adott (négyet az elődöntőben) a vele konfliktusban álló Ciprusnak.

## Első elődöntő
Az első elődöntőt 2008. május 20-án rendezték meg. A résztvevőkön kívül  Németország és  Spanyolország is az első elődöntőben szavazott.
| #  | Ország              | Előadó            | Dal                      | Helyezés | Pontszám |
| -- | ------------------- | ----------------- | ------------------------ | -------- | -------- |
| 01 | Montenegró          | Stefan Filipović  | Zauvijek volim te        | 14.      | 23       |
| 02 | Izrael              | Boaz              | The Fire in Your Eyes    | 5.       | 104      |
| 03 | Észtország          | Kreisiraadio      | Leto svet                | 18.      | 8        |
| 04 | Moldova             | Geta Burlacu      | A Century of Love        | 12.      | 36       |
| 05 | San Marino          | Miodio            | Complice                 | 19.      | 5        |
| 06 | Belgium             | Ishtar            | O Julissi                | 17.      | 16       |
| 07 | Azerbajdzsán        | Elnur és Samir    | Day After Day            | 6.       | 96       |
| 08 | Szlovénia           | Rebeka Dremelj    | Vrag naj vzame           | 11.      | 36       |
| 09 | Norvégia            | Maria             | Hold On Be Strong        | 4.       | 106      |
| 10 | Lengyelország       | Isis Gee          | For Life                 | 10.      | 42       |
| 11 | Írország            | Dustin the Turkey | Irelande douze pointe    | 15.      | 22       |
| 12 | Andorra             | Gisela            | Casanova                 | 16.      | 22       |
| 13 | Bosznia-Hercegovina | Laka              | Pokušaj                  | 9.       | 72       |
| 14 | Örményország        | Sirusho           | Qele qele                | 2.       | 139      |
| 15 | Hollandia           | Hind              | Your Heart Belongs to Me | 13.      | 27       |
| 16 | Finnország          | Teräsbetoni       | Missä miehet ratsastaa   | 8.       | 79       |
| 17 | Románia             | Nico és Vlad      | Pe-o margine de lume     | 7.       | 94       |
| 18 | Oroszország         | Dima Bilan        | Believe                  | 3.       | 135      |
| 19 | Görögország         | Kalomira          | Secret Combination       | 1.       | 156      |

### Ponttáblázat
| Narancs: Automatikus döntősök | Szavazók | Szavazók   | Szavazók | Szavazók   | Szavazók | Szavazók   | Szavazók | Szavazók     | Szavazók  | Szavazók | Szavazók      | Szavazók | Szavazók | Szavazók            | Szavazók     | Szavazók  | Szavazók   | Szavazók | Szavazók    | Szavazók    | Szavazók    | Szavazók      |
| Narancs: Automatikus döntősök | Össz     | Montenegró | Izrael   | Észtország | Moldova  | San Marino | Belgium  | Azerbajdzsán | Szlovénia | Norvégia | Lengyelország | Írország | Andorra  | Bosznia-Hercegovina | Örményország | Hollandia | Finnország | Románia  | Oroszország | Görögország | Németország | Spanyolország |
| ----------------------------- | -------- | ---------- | -------- | ---------- | -------- | ---------- | -------- | ------------ | --------- | -------- | ------------- | -------- | -------- | ------------------- | ------------ | --------- | ---------- | -------- | ----------- | ----------- | ----------- | ------------- |
| Montenegró                    | 23       |            |          |            |          | 1          |          |              | 10        |          |               |          |          | 12                  |              |           |            |          |             |             |             |               |
| Izrael                        | 104      | 5          |          |            |          | 2          | 7        | 10           | 4         | 10       | 4             |          | 7        | 5                   | 7            | 6         | 10         | 6        | 8           | 5           | 4           | 4             |
| Észtország                    | 8        |            |          |            | 1        |            |          |              |           |          |               |          |          |                     |              |           | 7          |          |             |             |             |               |
| Moldova                       | 36       |            |          |            |          | 5          |          | 5            |           |          |               |          | 1        |                     | 6            |           |            | 10       | 5           | 4           |             |               |
| San Marino                    | 5        |            |          |            |          |            |          |              |           |          |               |          | 2        |                     |              |           |            |          |             | 3           |             |               |
| Belgium                       | 16       |            |          | 6          |          |            |          |              |           |          |               |          |          |                     |              | 10        |            |          |             |             |             |               |
| Azerbajdzsán                  | 96       | 3          | 5        | 4          | 10       |            | 5        |              |           |          | 10            | 5        | 8        | 3                   | 2            | 4         | 5          | 7        | 10          | 7           | 8           |               |
| Szlovénia                     | 36       | 10         | 2        |            | 2        |            |          | 1            |           |          | 2             |          |          | 10                  | 4            |           |            | 1        | 2           | 2           |             |               |
| Norvégia                      | 106      | 4          | 6        | 8          | 3        | 7          | 1        | 7            | 2         |          | 7             | 8        | 10       | 4                   | 8            | 5         | 12         | 4        | 7           |             | 1           | 2             |
| Lengyelország                 | 42       |            |          |            |          | 10         |          | 3            |           | 2        |               | 12       |          |                     | 1            |           |            | 2        | 3           | 1           | 5           | 3             |
| Írország                      | 22       | 1          | 3        | 7          |          |            | 4        |              |           | 1        |               |          |          | 2                   |              | 1         | 2          |          |             |             |             | 1             |
| Andorra                       | 22       |            | 4        | 3          |          |            |          |              | 1         |          | 1             | 1        |          |                     |              |           |            |          |             |             |             | 12            |
| Bosznia-Hercegovina           | 72       | 12         |          | 1          | 6        |            |          | 4            | 12        | 12       |               | 3        |          |                     |              | 7         | 8          |          |             |             | 7           |               |
| Örményország                  | 139      | 6          | 10       | 2          | 5        | 8          | 12       |              | 5         | 3        | 12            | 2        | 3        | 6                   |              | 12        | 4          | 5        | 12          | 12          | 10          | 10            |
| Hollandia                     | 27       |            | 1        |            |          | 3          | 8        | 2            |           | 7        |               |          |          |                     | 3            |           |            | 3        |             |             |             |               |
| Finnország                    | 79       | 2          |          | 12         | 8        | 4          | 2        |              | 3         | 6        | 5             | 6        | 12       | 1                   |              |           |            |          | 4           | 6           | 2           | 6             |
| Románia                       | 94       |            | 8        |            | 12       | 6          | 6        | 6            | 6         | 5        | 3             | 7        | 6        |                     | 5            | 3         | 1          |          | 1           | 8           | 3           | 8             |
| Oroszország                   | 135      | 8          | 12       | 10         | 7        |            | 3        | 8            | 7         | 8        | 8             | 4        | 4        | 7                   | 12           | 2         | 6          | 8        |             | 10          | 6           | 5             |
| Görögország                   | 156      | 7          | 7        | 5          | 4        | 12         | 10       | 12           | 8         | 4        | 6             | 10       | 5        | 8                   | 10           | 8         | 3          | 12       | 6           |             | 12          | 7             |

A sorok és az oszlopok a fellépés sorrendjében vannak rendezve. Az utolsó két oszlopban az itt szavazó automatikus döntősök ábécésorrendben találhatók meg.

## Második elődöntő
A második elődöntőt 2008. május 22-én rendezték meg. Az elődöntő résztvevőin kívül az  Egyesült Királyság,  Franciaország és  Szerbia is a második elődöntőben szavazott.
| #  | Ország           | Előadó                     | Dal                           | Helyezés | Pontszám |
| -- | ---------------- | -------------------------- | ----------------------------- | -------- | -------- |
| 01 | Izland           | Euroband                   | This Is My Life               | 8.       | 68       |
| 02 | Svédország       | Charlotte Perrelli         | Hero                          | 12.      | 54       |
| 03 | Törökország      | Mor ve Ötesi               | Deli                          | 7.       | 85       |
| 04 | Ukrajna          | Ani Lorak                  | Shady Lady                    | 1.       | 152      |
| 05 | Litvánia         | Jeronimas Milius           | Nomads in the Night           | 16.      | 30       |
| 06 | Albánia          | Olta Boka                  | Zemrën e lamë peng            | 9.       | 67       |
| 07 | Svájc            | Paolo Meneguzzi            | Era stupendo                  | 13.      | 47       |
| 08 | Csehország       | Tereza Kerndlová           | Have Some Fun                 | 18.      | 9        |
| 09 | Fehéroroszország | Ruslan Alekhno             | Hasta la Vista                | 17.      | 27       |
| 10 | Lettország       | Pirates of the Sea         | Wolves of the Sea             | 6.       | 86       |
| 11 | Horvátország     | Kraljevi Ulice és 75 cents | Romanca                       | 3.       | 112      |
| 12 | Bulgária         | Deep Zone és Balthazar     | DJ, Take Me Away              | 11.      | 56       |
| 13 | Dánia            | Simon Mathew               | All Night Long                | 3.       | 112      |
| 14 | Grúzia           | Diana Gurtskaya            | Peace Will Come               | 5.       | 107      |
| 15 | Magyarország     | Csézy                      | Candlelight                   | 19.      | 6        |
| 16 | Málta            | Morena                     | Vodka                         | 14.      | 38       |
| 17 | Ciprus           | Evdokia Kadi               | Femme Fatale                  | 15.      | 36       |
| 18 | Macedónia        | Tamara, Vrčak és Adrijan   | Let Me Love You               | 10.      | 64       |
| 19 | Portugália       | Vânia Fernandes            | Senhora do mar (Negras águas) | 2.       | 120      |

### Ponttáblázat
| Narancs: Automatikus döntősök | Szavazók | Szavazók | Szavazók   | Szavazók    | Szavazók | Szavazók | Szavazók | Szavazók | Szavazók   | Szavazók         | Szavazók   | Szavazók     | Szavazók | Szavazók | Szavazók | Szavazók     | Szavazók | Szavazók | Szavazók  | Szavazók   | Szavazók      | Szavazók | Szavazók           |
| Narancs: Automatikus döntősök | Össz     | Izland   | Svédország | Törökország | Ukrajna  | Litvánia | Albánia  | Svájc    | Csehország | Fehéroroszország | Lettország | Horvátország | Bulgária | Dánia    | Grúzia   | Magyarország | Málta    | Ciprus   | Macedónia | Portugália | Franciaország | Szerbia  | Egyesült Királyság |
| ----------------------------- | -------- | -------- | ---------- | ----------- | -------- | -------- | -------- | -------- | ---------- | ---------------- | ---------- | ------------ | -------- | -------- | -------- | ------------ | -------- | -------- | --------- | ---------- | ------------- | -------- | ------------------ |
| Izland                        | 68       |          | 10         | 3           | 1        | 2        | 5        | 4        |            | 1                | 2          |              |          | 10       |          | 7            | 5        | 1        |           | 5          | 8             |          | 4                  |
| Svédország                    | 54       | 8        |            | 2           |          | 3        | 1        | 3        |            |                  |            |              |          | 12       |          | 1            | 7        | 4        |           | 3          | 1             | 3        | 6                  |
| Törökország                   | 85       |          | 6          |             | 5        |          | 12       | 7        |            | 3                |            |              | 7        | 8        | 5        | 4            |          |          | 8         |            | 10            |          | 10                 |
| Ukrajna                       | 152      | 6        | 3          | 12          |          | 7        |          | 1        | 12         | 12               | 6          | 7            | 12       | 7        | 12       | 8            | 8        | 10       | 6         | 12         | 3             | 8        |                    |
| Litvánia                      | 30       |          |            |             |          |          |          |          |            |                  | 12         |              |          |          | 10       |              |          |          |           |            |               |          | 8                  |
| Albánia                       | 67       | 1        | 7          | 8           | 3        |          |          | 10       | 1          | 5                |            | 10           |          |          |          |              |          |          | 12        | 2          | 5             |          | 3                  |
| Svájc                         | 47       |          |            |             |          |          | 10       |          |            |                  |            | 5            |          | 5        |          |              | 12       | 7        | 1         |            | 7             |          |                    |
| Csehország                    | 9        |          |            | 1           |          |          |          |          |            |                  |            | 2            |          |          |          |              | 1        |          | 5         |            |               |          |                    |
| Fehéroroszország              | 27       |          |            |             | 10       | 6        |          |          |            |                  | 5          |              |          |          | 4        |              |          | 2        |           |            |               |          |                    |
| Lettország                    | 86       | 7        | 8          |             | 2        | 12       |          |          | 5          | 6                |            | 6            | 1        | 6        | 6        |              | 6        |          | 4         | 10         |               | 2        | 5                  |
| Horvátország                  | 112      | 4        | 4          | 5           | 7        | 5        | 3        | 6        | 3          | 7                | 7          |              | 6        | 3        | 8        | 10           |          | 6        | 10        | 6          | 2             | 10       |                    |
| Bulgária                      | 56       | 5        |            | 6           | 6        | 1        |          |          | 2          | 2                | 1          | 1            |          |          |          | 3            | 2        | 8        | 7         | 1          | 6             | 5        |                    |
| Dánia                         | 112      | 12       | 12         |             | 4        | 8        | 4        | 5        | 10         | 4                | 8          | 3            | 2        |          | 3        | 12           | 4        | 5        | 3         | 8          | 4             |          | 1                  |
| Grúzia                        | 107      | 2        | 1          | 10          | 12       | 10       |          |          | 8          | 10               | 10         |              | 4        |          |          | 2            | 10       | 12       | 2         | 7          |               | 7        |                    |
| Magyarország                  | 6        |          |            |             |          |          |          |          |            |                  |            |              |          | 1        | 1        |              |          |          |           |            |               | 4        |                    |
| Málta                         | 38       | 3        |            |             |          |          | 8        |          | 6          |                  | 4          | 4            | 3        | 4        |          |              |          |          |           | 4          |               |          | 2                  |
| Ciprus                        | 36       |          |            | 4           |          |          | 2        | 2        |            |                  |            |              | 8        |          | 2        | 5            |          |          |           |            |               | 1        | 12                 |
| Észak-Macedónia               | 64       |          | 2          | 7           |          |          | 7        | 8        | 4          |                  |            | 12           | 10       | 2        |          |              |          |          |           |            |               | 12       |                    |
| Portugália                    | 120      | 10       | 5          |             | 8        | 4        | 6        | 12       | 7          | 8                | 3          | 8            | 5        |          | 7        | 6            | 3        | 3        |           |            | 12            | 6        | 7                  |

A sorok és az oszlopok a fellépés sorrendjében vannak rendezve. Az utolsó két oszlopban az itt szavazó automatikus döntősök az angol ábécé szerinti sorrendben találhatók meg.

## Döntő
A döntőt 2008. május 24-én rendezték. 

A döntő 25 résztvevője:
- Az automatikusan döntős "Négy Nagy":  Egyesült Királyság,  Franciaország,  Németország,  Spanyolország
- A házigazda ország és egyben a tavalyi év győztese:  Szerbia
- Az első elődöntő kilenc továbbjutója és a zsűri által kiválasztott versenyző (jelen esetben  Lengyelország)
- A második elődöntő kilenc továbbjutója és a zsűri által kiválasztott versenyző (jelen esetben  Svédország)

| #  | Ország              | Előadó                         | Dal                           | Helyezés | Pontszám |
| -- | ------------------- | ------------------------------ | ----------------------------- | -------- | -------- |
| 01 | Románia             | Nico és Vlad                   | Pe-o margine de lume          | 20       | 45       |
| 02 | Egyesült Királyság  | Andy Abraham                   | Even If                       | 25.      | 14       |
| 03 | Albánia             | Olta Boka                      | Zemrën e lamë peng            | 17.      | 55       |
| 04 | Németország         | No Angels                      | Disappear                     | 23.      | 14       |
| 05 | Örményország        | Sirusho                        | Qele qele                     | 4.       | 199      |
| 06 | Bosznia-Hercegovina | Laka                           | Pokušaj                       | 10.      | 110      |
| 07 | Izrael              | Boaz                           | The Fire in Your Eyes         | 9.       | 124      |
| 08 | Finnország          | Teräsbetoni                    | Missä miehet ratsastaa        | 22.      | 35       |
| 09 | Horvátország        | Kraljevi ulice és 75 cents     | Romanca                       | 21.      | 44       |
| 10 | Lengyelország       | Isis Gee                       | For Life                      | 24.      | 14       |
| 11 | Izland              | Euroband                       | This Is My Life               | 14.      | 64       |
| 12 | Törökország         | Mor ve Ötesi                   | Deli                          | 7.       | 138      |
| 13 | Portugália          | Vânia Fernandes                | Senhora do mar (Negras águas) | 13.      | 69       |
| 14 | Lettország          | Pirates of the Sea             | Wolves of the Sea             | 12.      | 83       |
| 15 | Svédország          | Charlotte Perrelli             | Hero                          | 18.      | 47       |
| 16 | Dánia               | Simon Mathew                   | All Night Long                | 15.      | 60       |
| 17 | Grúzia              | Diana Gurtskaya                | Peace Will Come               | 11.      | 83       |
| 18 | Ukrajna             | Ani Lorak                      | Shady Lady                    | 2.       | 230      |
| 19 | Franciaország       | Sébastien Tellier              | Divine                        | 19.      | 47       |
| 20 | Azerbajdzsán        | Elnur és Samir                 | Day After Day                 | 8.       | 132      |
| 21 | Görögország         | Kalomira                       | Secret Combination            | 3.       | 218      |
| 22 | Spanyolország       | Rodolfo Chikilicuatre          | Baila el chiki chiki          | 16.      | 55       |
| 23 | Szerbia             | Jelena Tomašević és Bora Dugić | Oro                           | 6.       | 160      |
| 24 | Oroszország         | Dima Bilan                     | Believe                       | 1.       | 272      |
| 25 | Norvégia            | Maria                          | Hold On Be Strong             | 5.       | 182      |

### Pontbejelentők
2008. március 17-én Belgrádban sorsolták ki a döntőbeli szavazás sorrendjét. A pontbejelentők közt ebben az évben is több korábbi és későbbi résztvevő volt: az észt Anna Sahlene (2002), az ír Niamh Kavanagh (1993 győztes, 2010), a holland Esther Hart (2003), a portugál Sabrina (2007) és a brit Carrie Grant (Sweet Dreams tagjaként, 1983). A szavazás a következő sorrendben történt:
| 1. Egyesült Királyság – Carrie Grant 2. Macedónia – Ognen Janeszki 3. Ukrajna – Mariszija Horobec 4. Németország – Thomas Hermanns 5. Észtország – Anna Sahlene 6. Bosznia-Hercegovina – Melina Garibović 7. Albánia – Leon Menkshi 8. Belgium – Sandrine Van Handenhoven 9. San Marino – Roberto Moretti 10. Lettország – Kristīne Virsnīte 11. Bulgária – Valentina Vojkova 12. Szerbia – Dušica Spasić 13. Izrael – Noa Barak-Weshler 14. Ciprus – Hrisztína Marúhu 15. Moldova – Vitalie Rotaru | 1. Izland – Brynja Þorgeirsdóttir 2. Franciaország – Cyril Hanouna 3. Románia – Alina Sorescu 4. Portugália – Sabrina 5. Norvégia – Stian Barsnes-Simonsen 6. Magyarország – Novodomszky Éva 7. Andorra – Alfred Llahí 8. Lengyelország – Radek Brzózka 9. Szlovénia – Peter Poles 10. Örményország – Hracsuhi Utmazján 11. Csehország – Petra Šubrtová 12. Spanyolország – Ainhoa Arbizu 13. Hollandia – Esther Hart 14. Törökország – Meltem Ersan Yazgan 15. Málta – Moira Delia | 1. Írország – Niamh Kavanagh 2. Svájc – Cécile Bähler 3. Azerbajdzsán – Leyla Aliyeva 4. Görögország – Aléxisz Kosztálasz 5. Finnország – Mikko Leppilampi 6. Horvátország – Barbara Kolar 7. Svédország – Björn Gustafsson 8. Fehéroroszország – Volga Barabanscsikava 9. Litvánia – Rolandas Vilkončius 10. Oroszország – Okszana Fedorova 11. Montenegró – Nina Radulović 12. Grúzia – Tika Pacacia 13. Dánia – Maria Montell |

### Ponttáblázat
|                     | Szavazók | Szavazók           | Szavazók | Szavazók    | Szavazók     | Szavazók            | Szavazók | Szavazók   | Szavazók     | Szavazók      | Szavazók | Szavazók    | Szavazók   | Szavazók   | Szavazók   | Szavazók | Szavazók | Szavazók | Szavazók      | Szavazók     | Szavazók    | Szavazók      | Szavazók | Szavazók    | Szavazók | Szavazók   | Szavazók   | Szavazók | Szavazók   | Szavazók | Szavazók  | Szavazók | Szavazók | Szavazók  | Szavazók | Szavazók | Szavazók   | Szavazók         | Szavazók | Szavazók     | Szavazók | Szavazók | Szavazók  | Szavazók |
| Össz                | Románia  | Egyesült Királyság | Albánia  | Németország | Örményország | Bosznia-Hercegovina | Izrael   | Finnország | Horvátország | Lengyelország | Izland   | Törökország | Portugália | Lettország | Svédország | Dánia    | Grúzia   | Ukrajna  | Franciaország | Azerbajdzsán | Görögország | Spanyolország | Szerbia  | Oroszország | Norvégia | Montenegró | Észtország | Moldova  | San Marino | Belgium  | Szlovénia | Írország | Andorra  | Hollandia | Litvánia | Svájc    | Csehország | Fehéroroszország | Bulgária | Magyarország | Málta    | Ciprus   | Macedónia |          |
| ------------------- | -------- | ------------------ | -------- | ----------- | ------------ | ------------------- | -------- | ---------- | ------------ | ------------- | -------- | ----------- | ---------- | ---------- | ---------- | -------- | -------- | -------- | ------------- | ------------ | ----------- | ------------- | -------- | ----------- | -------- | ---------- | ---------- | -------- | ---------- | -------- | --------- | -------- | -------- | --------- | -------- | -------- | ---------- | ---------------- | -------- | ------------ | -------- | -------- | --------- | -------- |
| Románia             | 45       |                    |          |             |              |                     |          | 6          |              |               |          |             |            | 4          |            |          |          |          |               | 4            |             |               | 12       |             |          |            |            |          | 12         | 1        |           |          | 3        |           |          |          |            |                  |          |              |          |          | 3         |          |
| Egyesült Királyság  | 14       |                    |          |             |              |                     |          |            |              |               |          |             |            |            |            |          |          |          |               |              |             |               |          |             |          |            |            |          |            | 6        |           |          | 8        |           |          |          |            |                  |          |              |          |          |           |          |
| Albánia             | 55       |                    |          |             |              |                     | 1        |            |              | 8             |          |             | 1          |            |            |          |          |          |               |              | 1           | 10            |          |             |          |            | 7          |          |            | 3        |           | 4        |          |           |          |          | 8          |                  |          |              |          |          |           | 12       |
| Németország         | 14       |                    |          |             |              |                     |          |            |              |               |          |             |            |            |            |          |          |          |               |              |             |               |          |             |          |            |            |          |            |          |           |          |          |           |          |          | 2          |                  |          | 12           |          |          |           |          |
| Örményország        | 199      | 4                  |          | 2           | 6            |                     | 6        | 8          |              |               | 12       | 1           | 10         |            |            | 2        |          | 12       | 7             | 12           |             | 12            | 10       | 5           | 12       |            | 1          |          | 2          | 8        | 12        | 5        |          |           | 12       |          |            | 12               | 7        | 8            |          |          | 10        | 1        |
| Bosznia-Hercegovina | 110      |                    |          |             | 5            |                     |          |            | 6            | 12            |          |             | 6          |            |            | 10       | 2        |          |               | 2            | 3           |               |          | 12          |          | 10         | 10         |          |            |          |           | 10       | 2        |           | 7        |          | 7          | 1                |          |              |          |          |           | 5        |
| Izrael              | 124      | 6                  |          | 4           | 3            | 6                   | 5        |            | 8            | 2             | 5        |             |            |            |            |          |          | 3        | 5             | 6            | 7           | 1             |          | 7           | 6        | 3          | 5          |          | 6          | 10       | 5         | 3        |          |           | 3        | 3        | 1          |                  | 4        | 2            | 3        |          | 2         |          |
| Finnország          | 35       |                    |          |             |              |                     |          |            |              |               | 2        | 7           |            |            | 1          | 7        |          |          |               |              |             |               |          |             |          | 4          |            | 10       |            |          |           |          |          | 4         |          |          |            |                  |          |              |          |          |           |          |
| Horvátország        | 44       | 1                  |          |             | 2            | 2                   | 10       |            |              |               |          |             |            | 3          | 5          |          |          | 1        | 1             |              |             |               |          | 3           | 1        |            | 2          |          |            |          |           | 8        |          |           |          |          | 3          |                  |          |              |          |          |           | 2        |
| Lengyelország       | 14       |                    | 4        |             |              |                     |          |            |              |               |          |             |            |            |            |          |          |          |               |              |             |               |          |             |          |            |            |          |            |          |           |          | 10       |           |          |          |            |                  |          |              |          |          |           |          |
| Izland              | 64       |                    | 6        |             |              |                     |          | 4          | 7            |               |          |             |            | 7          | 2          | 8        | 12       |          |               |              |             |               | 4        |             |          | 8          |            |          |            |          |           |          |          |           |          |          |            |                  |          |              |          | 6        |           |          |
| Törökország         | 138      | 8                  | 8        | 10          | 10           |                     | 8        |            | 4            |               |          |             |            |            |            |          | 4        | 6        | 4             | 10           | 12          |               |          |             | 2        | 2          |            |          |            | 4        | 10        |          |          |           | 10       |          | 6          |                  | 3        | 5            | 5        |          |           | 7        |
| Portugália          | 69       |                    |          |             | 4            |                     |          |            |              | 3             |          | 6           |            |            |            |          |          |          | 3             | 8            |             |               | 8        | 1           |          |            |            |          |            | 5        | 6         |          |          | 10        | 5        |          | 10         |                  |          |              |          |          |           |          |
| Lettország          | 83       |                    | 10       |             |              |                     |          |            |              | 4             |          | 4           |            | 8          |            | 3        | 6        | 2        |               |              |             |               | 2        |             |          |            | 3          | 7        |            |          |           |          | 12       | 2         |          | 10       |            | 3                |          |              |          | 7        |           |          |
| Svédország          | 47       |                    |          | 3           |              |                     |          | 1          | 5            |               |          | 3           |            |            |            |          | 8        |          |               |              |             |               | 1        | 2           |          | 7          |            | 2        |            |          |           |          |          |           |          | 1        |            |                  |          |              | 1        | 12       | 1         |          |
| Dánia               | 60       |                    | 3        |             |              |                     |          |            |              |               |          | 12          |            | 5          | 7          | 5        |          |          |               |              |             |               |          |             |          | 12         |            | 3        |            | 2        |           |          | 1        |           |          | 2        |            | 2                |          |              | 2        | 4        |           |          |
| Grúzia              | 83       |                    |          |             |              | 10                  |          | 2          |              |               |          |             | 4          | 1          | 8          |          |          |          | 8             |              | 4           | 4             |          |             | 7        |            |            | 5        | 3          |          |           |          |          |           |          | 5        |            | 4                | 6        |              |          | 5        | 7         |          |
| Ukrajna             | 230      | 3                  | 5        | 8           |              | 5                   | 3        | 10         | 3            | 7             | 10       | 5           | 8          | 12         | 10         |          | 7        | 10       |               |              | 10          | 6             | 7        | 6           | 8        |            | 4          | 4        | 7          |          | 1         | 2        | 6        | 6         |          | 6        |            | 8                | 10       | 7            | 6        | 10       | 6         | 4        |
| Franciaország       | 47       |                    | 2        |             |              | 4                   |          |            | 2            |               | 1        | 8           |            |            | 3          | 4        | 5        |          |               |              |             |               |          |             |          | 1          |            | 6        |            |          |           |          |          | 3         |          | 8        |            |                  |          |              |          |          |           |          |
| Azerbajdzsán        | 132      | 2                  |          |             | 1            |                     |          | 3          |              |               | 7        |             | 12         |            | 4          |          |          | 7        | 10            |              |             | 3             |          |             | 10       |            |            |          | 8          |          | 7         | 1        |          | 7         | 2        | 7        |            | 10               | 8        | 3            | 12       |          |           | 8        |
| Görögország         | 218      | 12                 | 12       | 12          | 12           | 8                   | 7        | 5          |              | 5             | 3        |             | 7          |            |            | 1        | 3        | 4        | 2             | 3            | 6           |               | 3        | 8           | 3        |            | 6          | 1        | 4          | 12       | 8         | 6        | 4        | 8         | 6        |          | 5          | 5                | 2        | 10           | 8        | 2        | 12        | 3        |
| Spanyolország       | 55       |                    | 1        | 1           |              | 1                   |          |            | 1            |               |          |             | 3          | 10         |            |          | 1        |          |               | 5            |             | 8             |          |             |          |            |            |          |            |          | 4         |          |          | 12        |          |          | 4          |                  |          |              |          |          | 4         |          |
| Szerbia             | 160      | 7                  |          | 5           | 8            | 3                   | 12       |            |              | 10            | 4        | 2           |            |            |            | 6        |          |          |               | 7            | 2           | 5             |          |             | 4        | 6          | 12         |          | 1          |          |           | 12       |          |           | 8        |          | 12         | 6                | 1        | 4            | 7        | 1        | 5         | 10       |
| Oroszország         | 272      | 10                 |          | 6           | 7            | 12                  | 4        | 12         | 10           | 6             | 6        |             | 5          | 6          | 12         |          |          | 8        | 12            | 1            | 8           | 7             | 5        | 10          |          | 5          | 8          | 12       | 10         |          | 3         | 7        | 5        | 5         | 1        | 12       |            | 7                | 12       | 6            | 10       | 8        | 8         | 6        |
| Norvégia            | 182      | 5                  | 7        | 7           |              | 7                   | 2        | 7          | 12           | 1             | 8        | 10          | 2          | 2          | 6          | 12       | 10       | 5        | 6             |              | 5           | 2             | 6        | 4           | 5        |            |            | 8        | 5          | 7        | 2         |          | 7        | 1         | 4        | 4        |            |                  | 5        | 1            | 4        | 3        |           |          |

A sorok a fellépés sorrendjében, az oszlopok előbb a döntősök, majd az elődöntőben kiesettek fellépési sorrendjében vannak rendezve.

### 12 pontos országok
Az alábbi országok kaptak 12 pontot a döntőben:
| Darab | Jutalmazott ország  | Szavazó ország                                                                                 |
| ----- | ------------------- | ---------------------------------------------------------------------------------------------- |
| 8     | Örményország        | Belgium, Csehország, Franciaország, Grúzia, Görögország, Hollandia, Lengyelország, Oroszország |
| 7     | Oroszország         | Örményország, Fehéroroszország, Észtország, Izrael, Lettország, Litvánia, Ukrajna              |
| 6     | Görögország         | Albánia, Ciprus, Németország, Románia, San Marino, Egyesült Királyság                          |
| 4     | Szerbia             | Bosznia-Hercegovina, Montenegró, Szlovénia, Svájc                                              |
| 2     | Azerbajdzsán        | Magyarország, Törökország                                                                      |
| 2     | Bosznia-Hercegovina | Horvátország, Szerbia                                                                          |
| 2     | Dánia               | Izland, Norvégia                                                                               |
| 2     | Norvégia            | Finnország, Svédország                                                                         |
| 2     | Románia             | Moldova, Spanyolország                                                                         |
| 1     | Albánia             | Macedónia                                                                                      |
| 1     | Németország         | Bulgária                                                                                       |
| 1     | Izland              | Dánia                                                                                          |
| 1     | Lettország          | Írország                                                                                       |
| 1     | Spanyolország       | Andorra                                                                                        |
| 1     | Svédország          | Málta                                                                                          |
| 1     | Törökország         | Azerbajdzsán                                                                                   |
| 1     | Ukrajna             | Portugália                                                                                     |

## Galéria

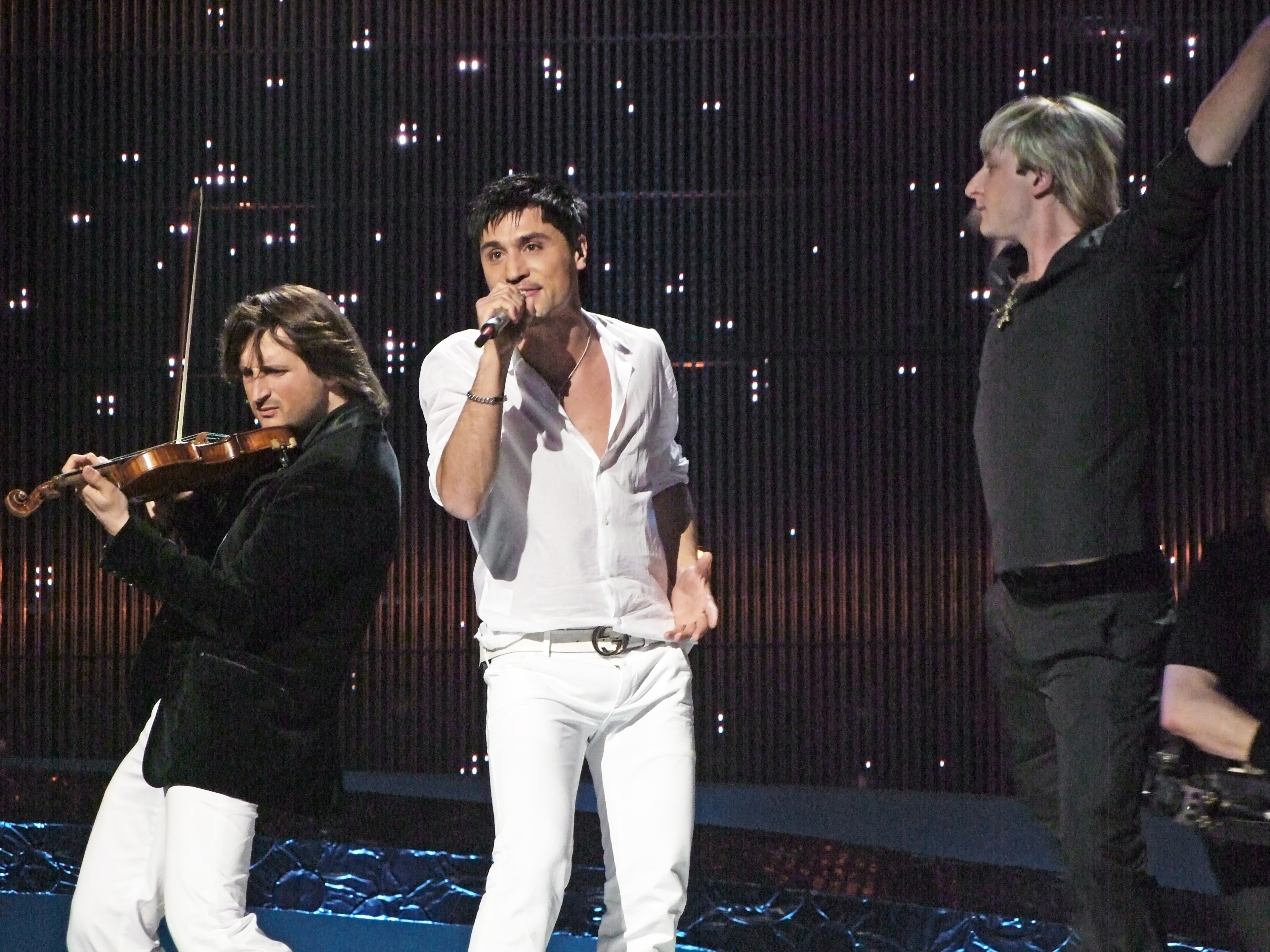
Dima Bilan, "Believe", Oroszország
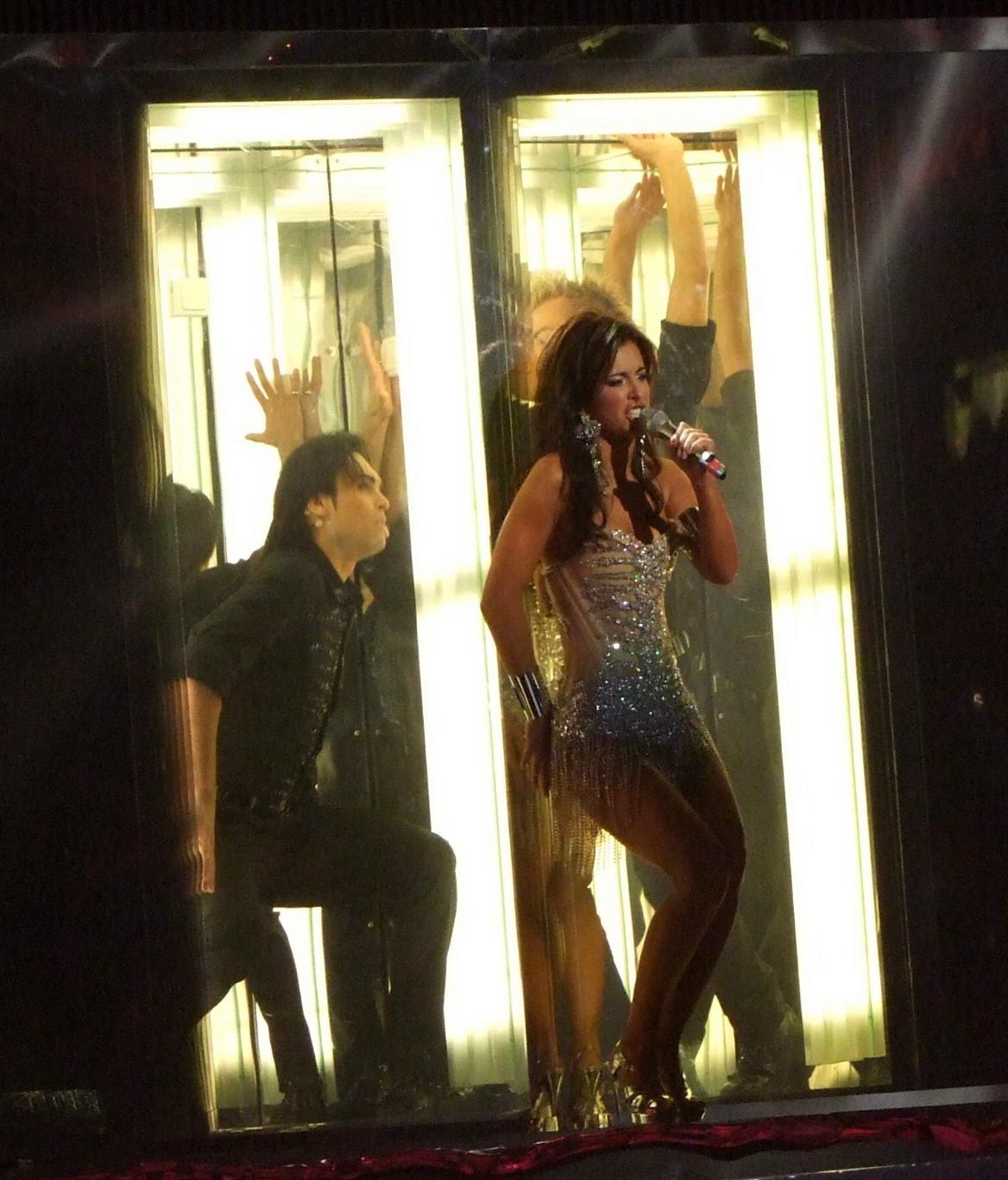
Anyi Lorak, "Shady Lady", Ukrajna
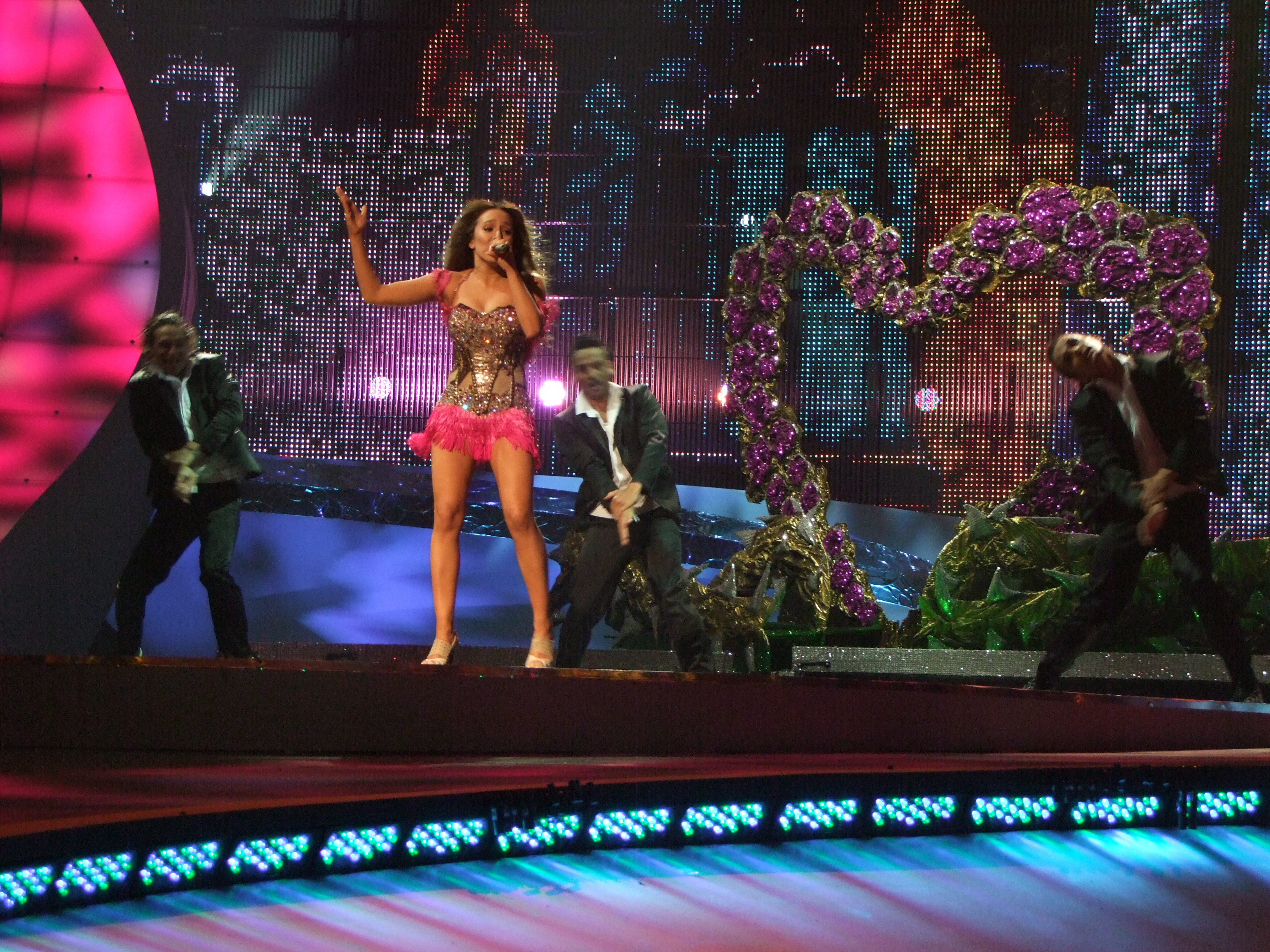
Kalomira, "Secret Combination", Görögország
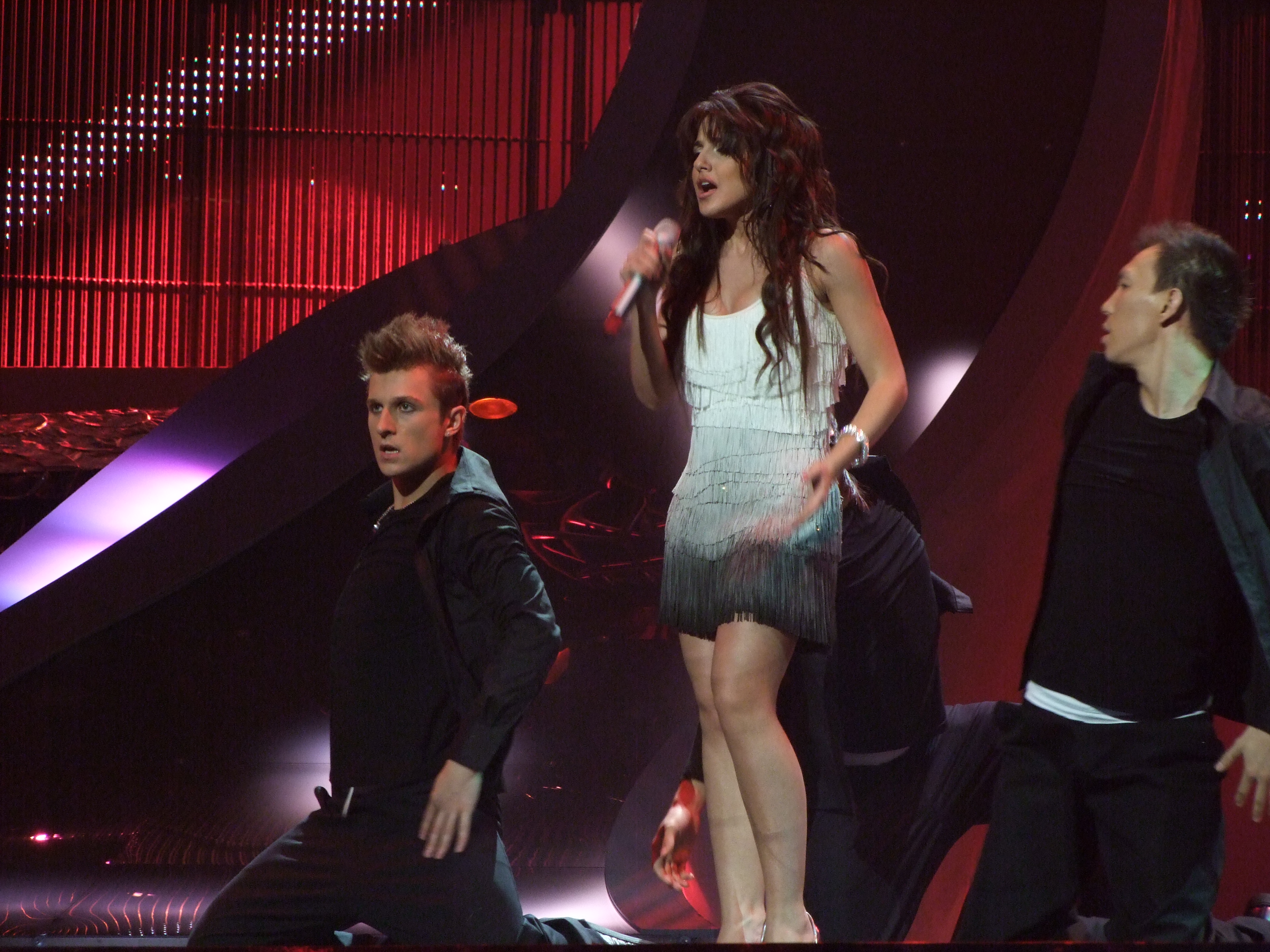
Sirusho, "Qele, Qele", Örményország
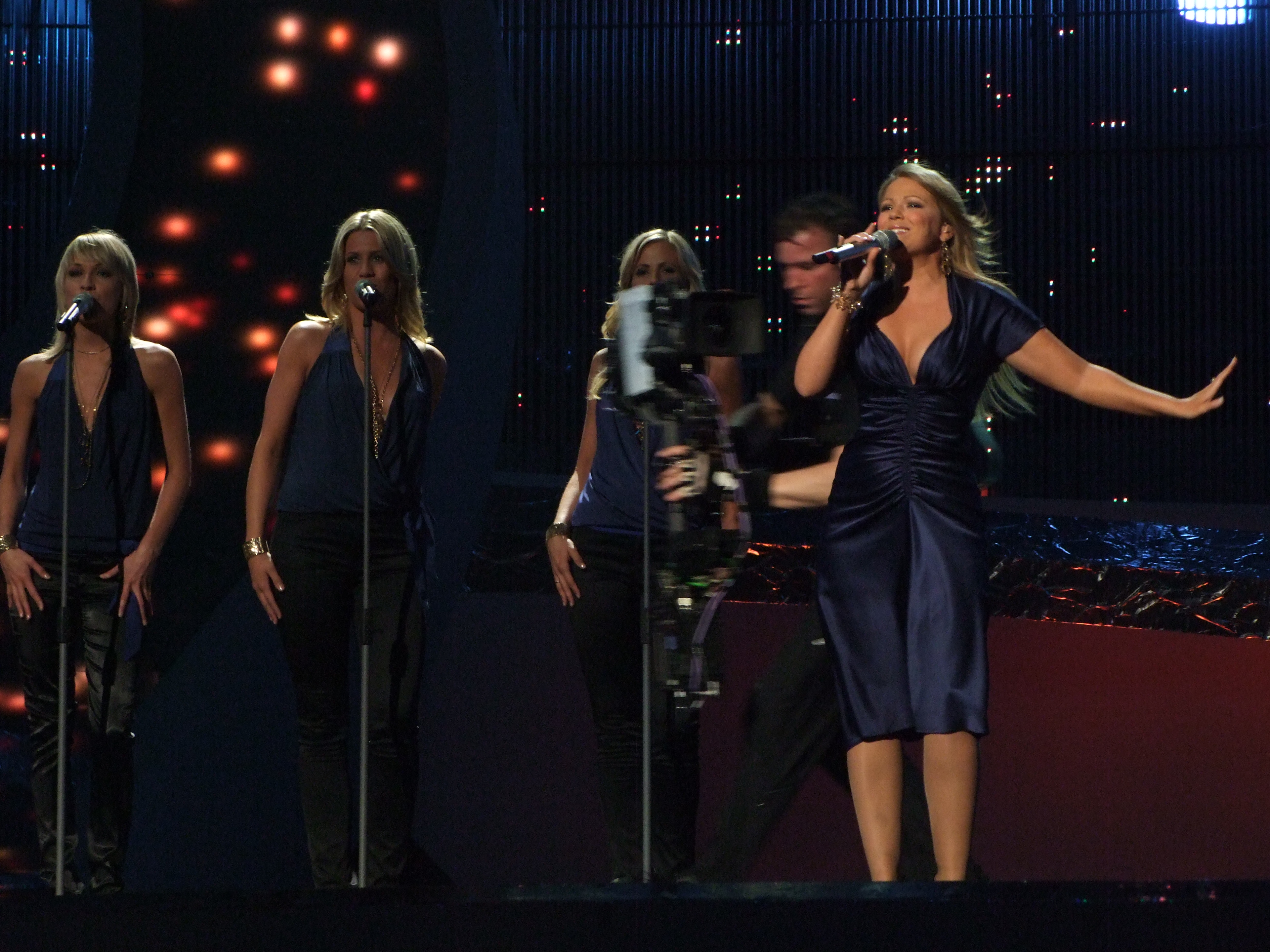
Maria Haukaas Storeng, "Hold On, Be Strong", Norvégia
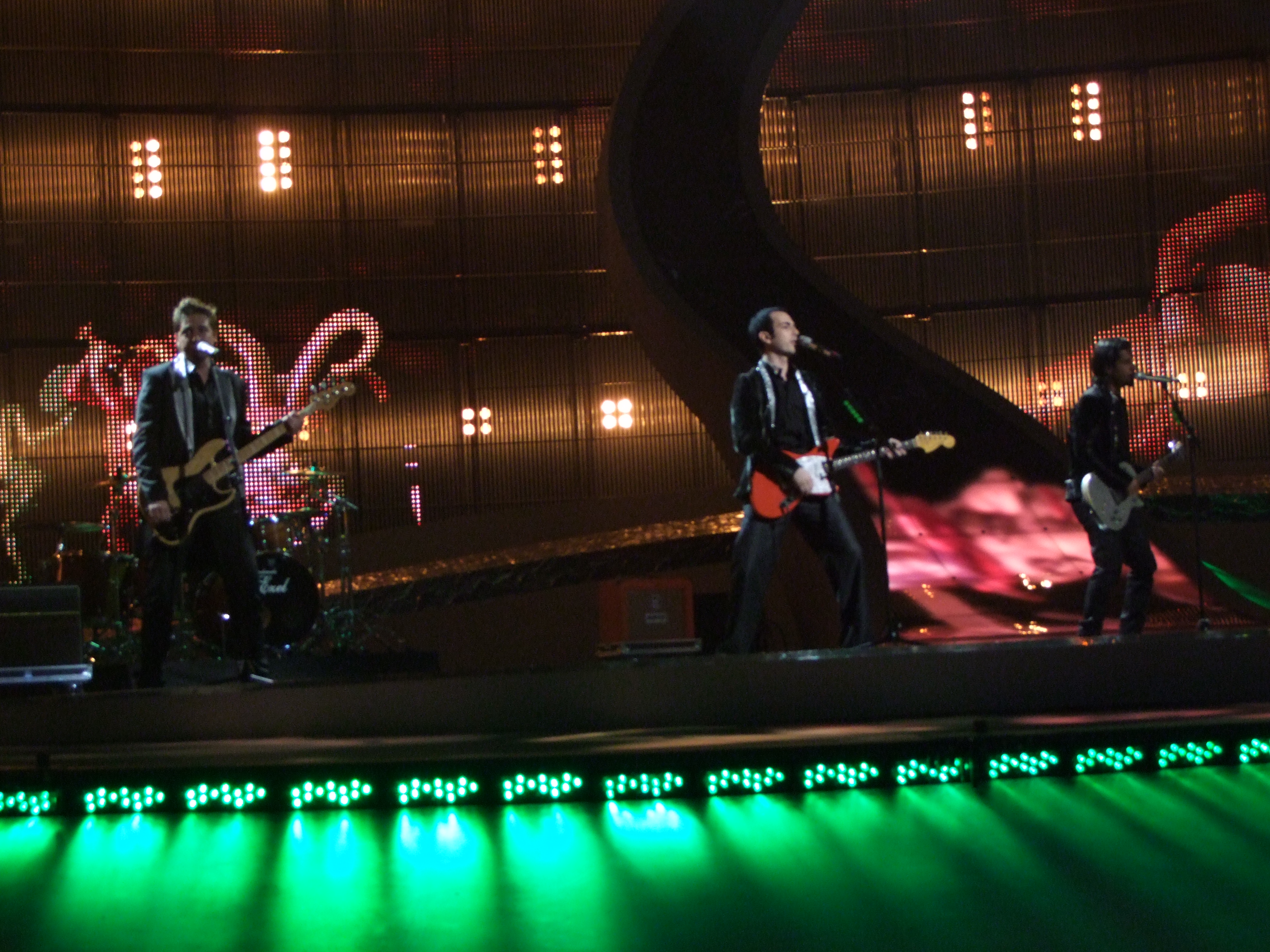
Mor ve Ötesi, "Deli", Törökország
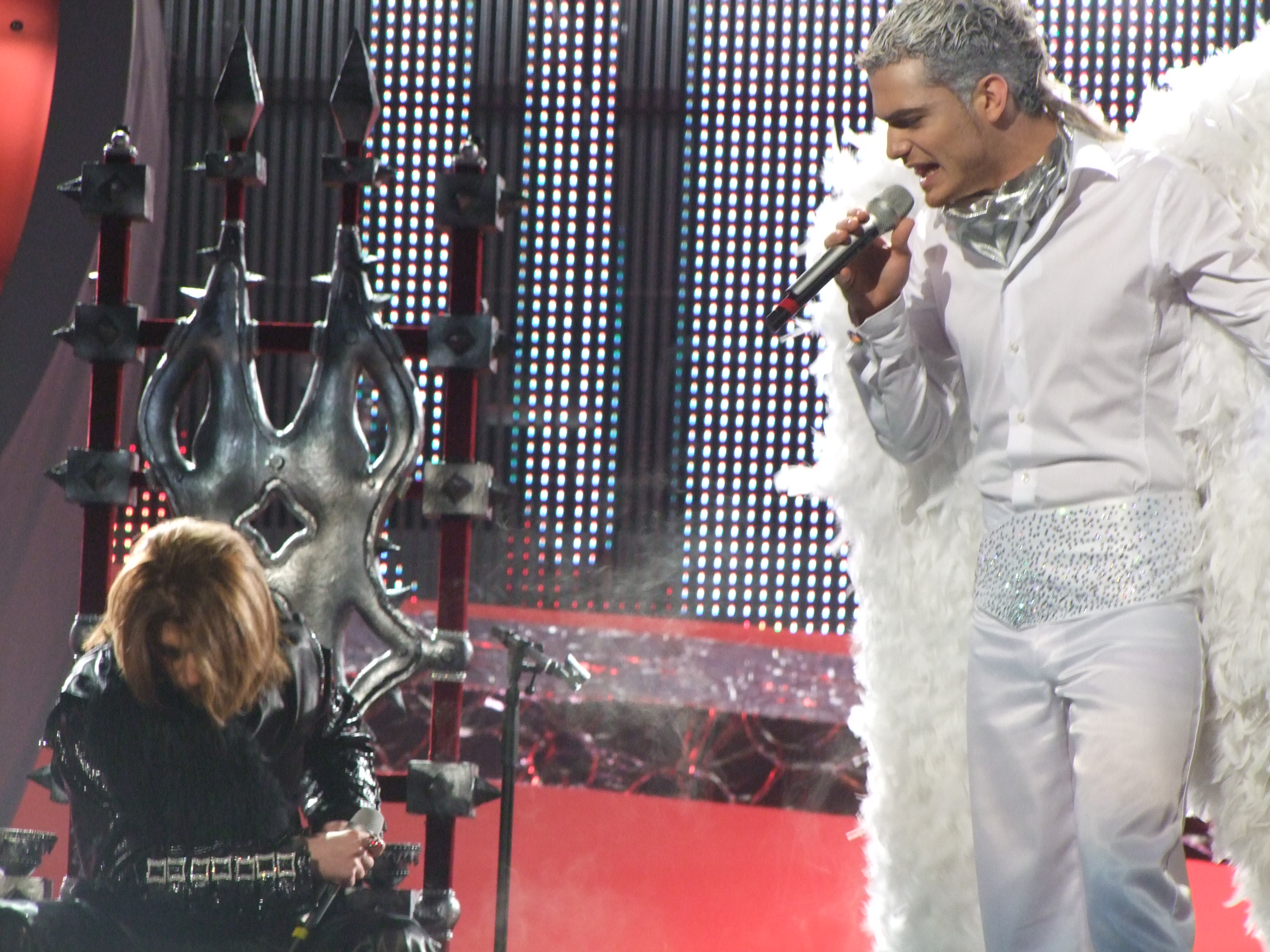
Elnur és Samir, "Day after Day", Azerbajdzsán
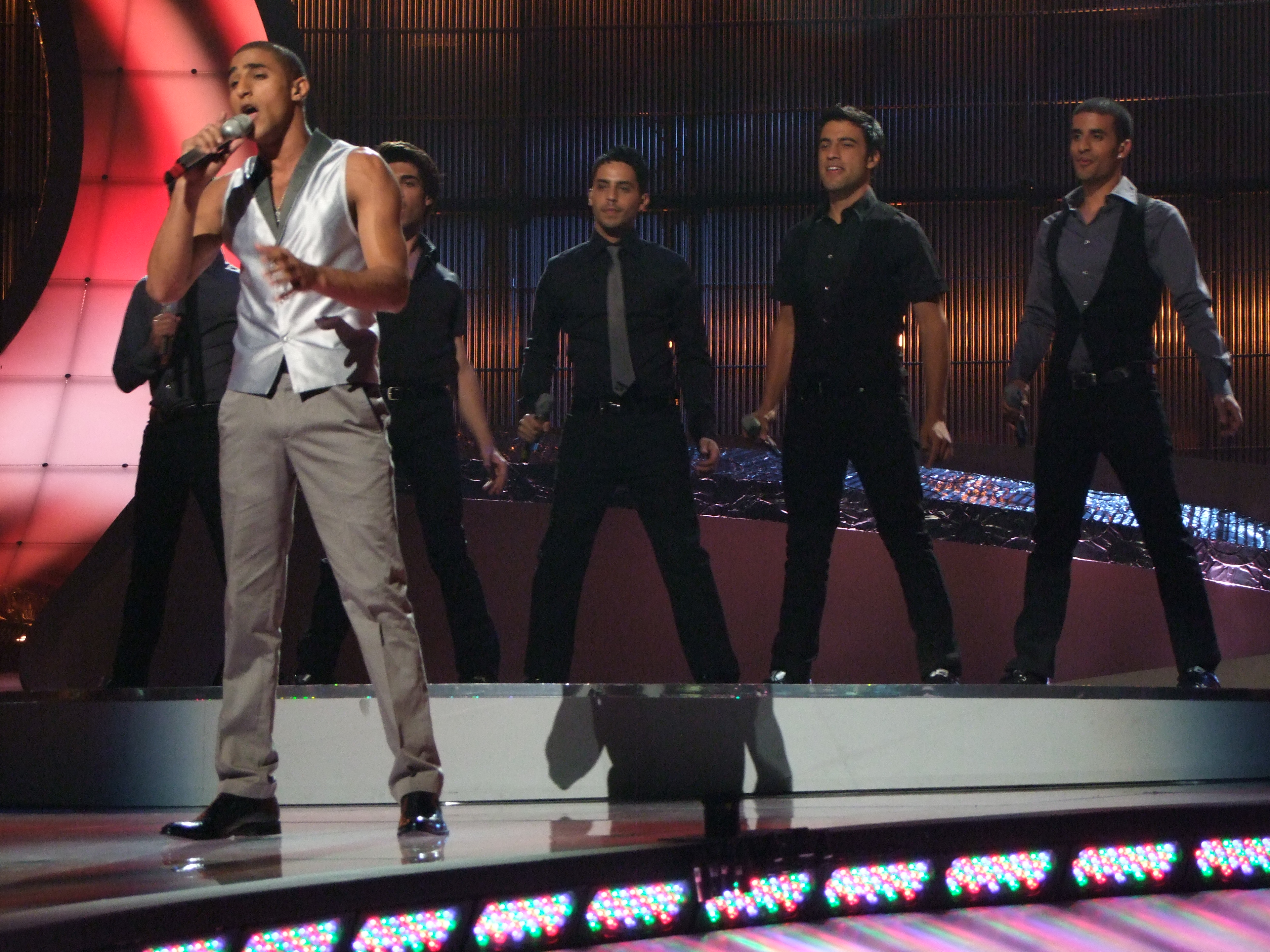
Boaz Mauda, "The Fire In Your Eyes", Izrael
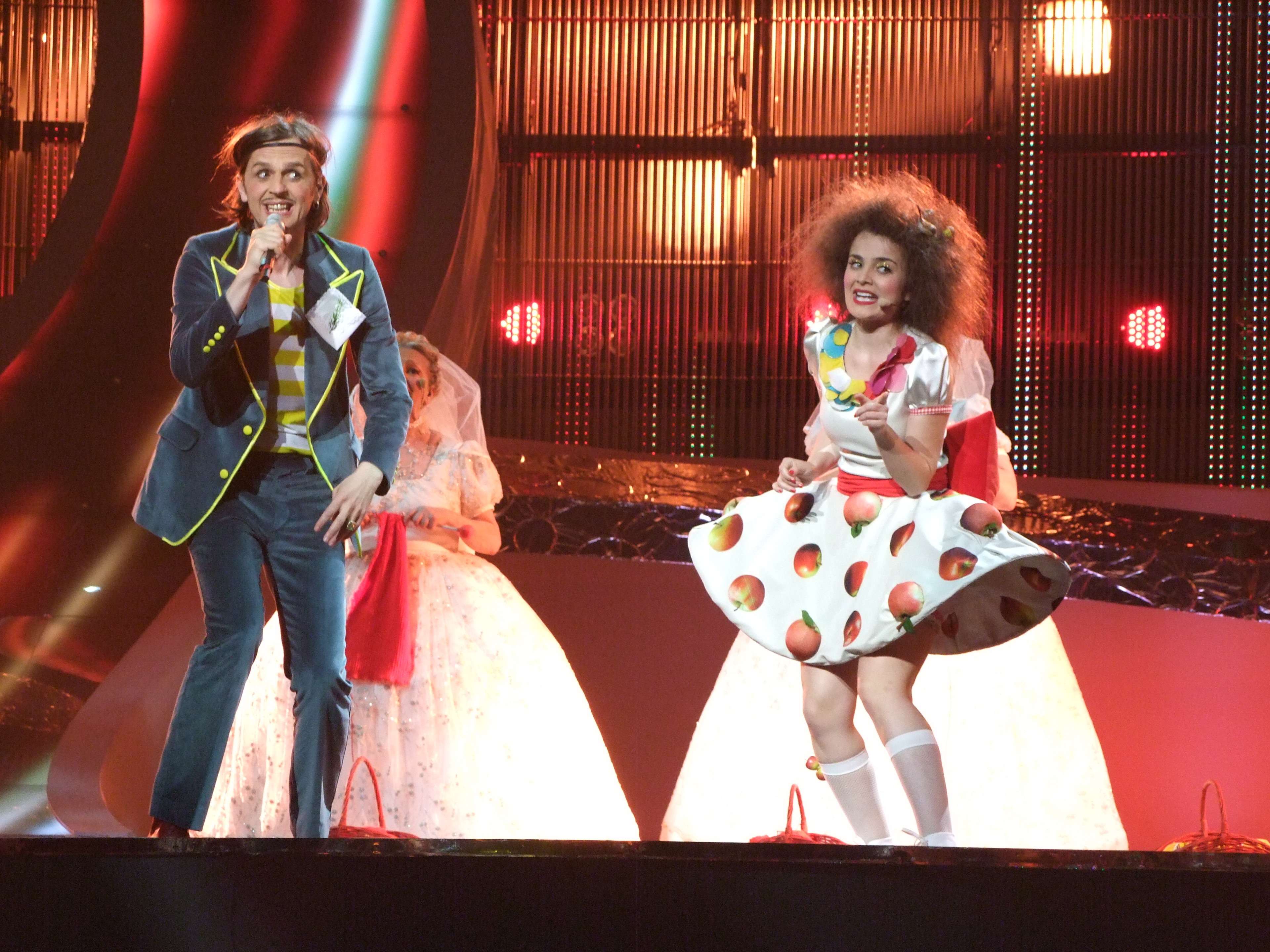
Laka, "Pokušaj", Bosznia-Hercegovina
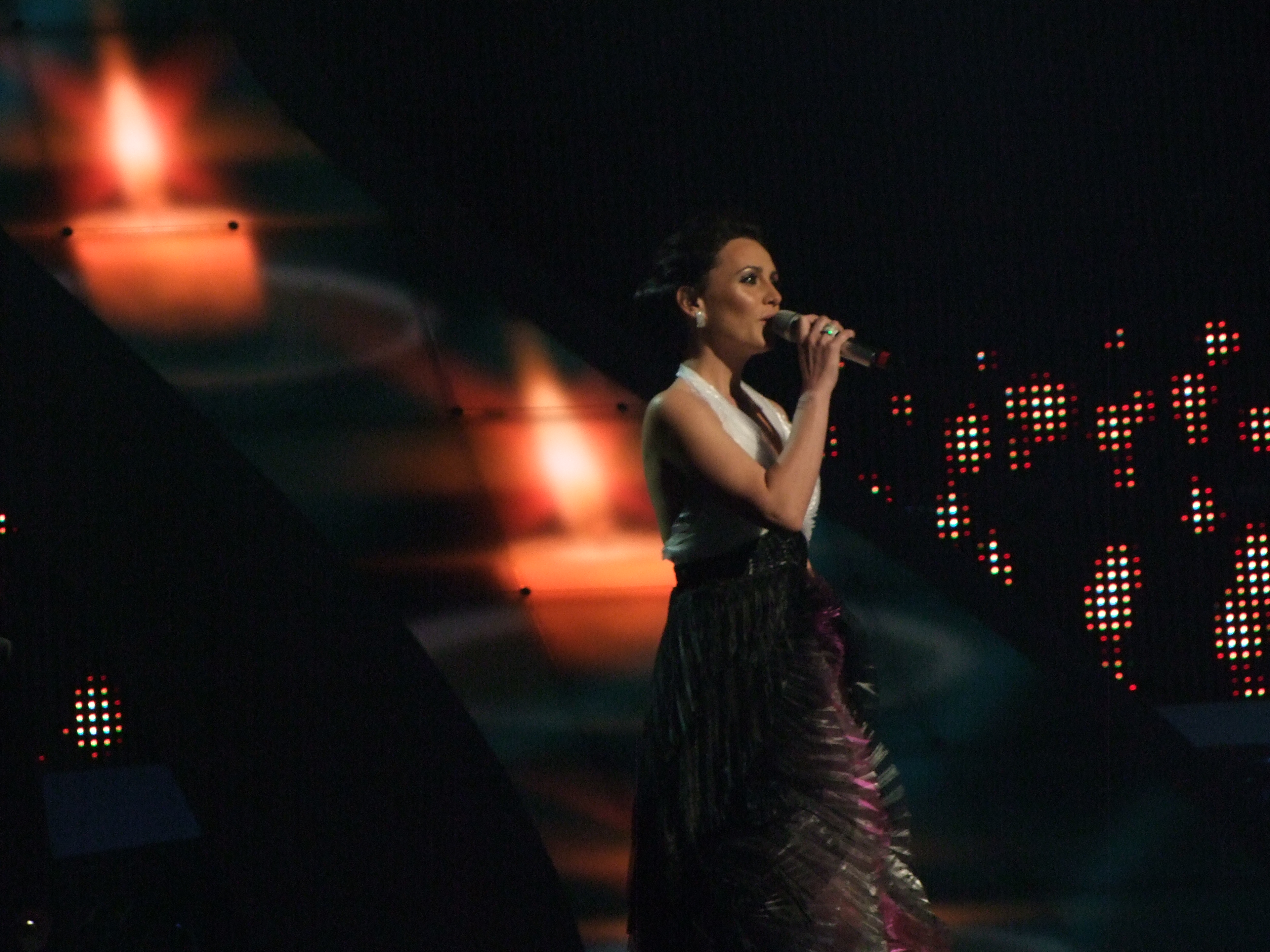
Csézy, "Candlelight", Magyarország

## Térkép

A döntő résztvevői
Az elődöntőkben kiesett országok
Országok, melyek korábban részt vettek, de ebben az évben nem